# Vladimir Šabrov
Vladimir Sergeevič Šabrov (in russo Владимир Сергеевич Шабров?; Mosca, 15 marzo 1930 – Mosca, 12 maggio 1990) è stato un calciatore sovietico, di ruolo attaccante.

## Statistiche

### Cronologia presenze e reti in Nazionale
| Cronologia completa delle presenze e delle reti in nazionale ― Unione Sovietica | Cronologia completa delle presenze e delle reti in nazionale ― Unione Sovietica | Cronologia completa delle presenze e delle reti in nazionale ― Unione Sovietica | Cronologia completa delle presenze e delle reti in nazionale ― Unione Sovietica | Cronologia completa delle presenze e delle reti in nazionale ― Unione Sovietica | Cronologia completa delle presenze e delle reti in nazionale ― Unione Sovietica | Cronologia completa delle presenze e delle reti in nazionale ― Unione Sovietica | Cronologia completa delle presenze e delle reti in nazionale ― Unione Sovietica |
| Data                                                                            | Città                                                                           | In casa                                                                         | Risultato                                                                       | Ospiti                                                                          | Competizione                                                                    | Reti                                                                            | Note                                                                            |
| ------------------------------------------------------------------------------- | ------------------------------------------------------------------------------- | ------------------------------------------------------------------------------- | ------------------------------------------------------------------------------- | ------------------------------------------------------------------------------- | ------------------------------------------------------------------------------- | ------------------------------------------------------------------------------- | ------------------------------------------------------------------------------- |
| 16/09/1955                                                                      | Mosca                                                                           | Unione Sovietica                                                                | 11 – 1                                                                          | India                                                                           | Amichevole                                                                      | 2                                                                               |                                                                                 |
| 23/10/1955                                                                      | Mosca                                                                           | Unione Sovietica                                                                | 2 – 2                                                                           | Francia                                                                         | Amichevole                                                                      | -                                                                               | 55’                                                                             |
| Totale                                                                          |                                                                                 | Presenze                                                                        | 2                                                                               |                                                                                 | Reti                                                                            | 2                                                                               |                                                                                 |